# Oedothmia
Oedothmia är ett släkte av fjärilar. Oedothmia ingår i familjen mott.
Kladogram enligt Catalogue of Life:
| Oedothmia | \| \| Oedothmia bahamasella \| \| \| \| \| \| Oedothmia endopyrella \| \| \| \| |
|           | \| \| Oedothmia bahamasella \| \| \| \| \| \| Oedothmia endopyrella \| \| \| \| |
|           | Oedothmia bahamasella                                                           |
|           |                                                                                 |
|           | Oedothmia endopyrella                                                           |
|           |                                                                                 |